# Three Brothers (bergstopp)
Three Brothers är en bergstopp i Sydgeorgien och Sydsandwichöarna (Storbritannien). Den ligger i den nordvästra delen av Sydgeorgien och Sydsandwichöarna. Toppen på Three Brothers är 2 040 meter över havet. Three Brothers ingår i Allardyce Range.
Terrängen runt Three Brothers är kuperad norrut, men söderut är den bergig.  Trakten runt Three Brothers är nära nog obefolkad, med mindre än två invånare per kvadratkilometer. Det finns inga samhällen i närheten. Trakten runt Three Brothers består i huvudsak av gräsmarker.